# Taipu (ort)
Taipu är en ort i Brasilien.   Den ligger i kommunen Taipu och delstaten Rio Grande do Norte, i den östra delen av landet, 1 800 km nordost om huvudstaden Brasília. Taipu ligger 42 meter över havet och antalet invånare är 4 606.
Terrängen runt Taipu är huvudsakligen platt. Taipu ligger nere i en dal som går i öst-västlig riktning. Närmaste större samhälle är Ceará Mirim, 19,0 km öster om Taipu.
Omgivningarna runt Taipu är huvudsakligen savann. Runt Taipu är det ganska glesbefolkat, med 30 invånare per kvadratkilometer.